# Raga. Approche du continent invisible
Raga. Approche du continent invisible est un essai de Jean-Marie Gustave Le Clézio publié le 2 novembre 2006 aux éditions du Seuil.

## Résumé
Cet essai est le journal d'un voyage de l'auteur en janvier 2005 sur l'île de Pentecôte, ou Raga en hano, l'une des langues vernaculaires de l'île. Il présente des réflexions sur le peuplement et l'histoire coloniale du Vanuatu et, au-delà, sur celle des peuples colonisés.

## Éditions
Éditions du Seuil, coll. « Peuples de l'eau », 2006,  (ISBN 2020899094).